# ژاله‌پوش تنتاکولاتا
ژاله‌پوش تنتاکولاتا (نام علمی: Drosera tentaculata) نام یک گونه از سرده دروزا است.